# Anton Götz
Anton Götz (* 24. Mai 1867 in Eichelberg (Pressath); † 20. November 1946 in Vilsbiburg) war ein römisch-katholischer Prälat und Gründungsvorsitzender des Wirtschaftlichen Verbandes bzw. der LIGA (LIGA Bank eG).
Anton Götz, oft auch Goetz geschrieben, studierte am römischen Collegium Germanicum Theologie und empfing am 1. November 1893 in Rom das Sakrament der Priesterweihe. Von 1908 bis 1925 war er Pfarrer in Arrach und von 1925 bis zu seinem Tod 1946 Pfarrer in Vilsbiburg. Er gründete den „Verband der katholischen Ökonomiepfarrer Bayerns“ als Vorgänger der LIGA Bank am 15. Februar 1917 in Regensburg zusammen mit 34 katholischen Priestern. Die Kirchenangehörigen kamen aus sechs bayerischen Diözesen. Er gilt als „Vater“ der LIGA.
Als Ortspastor setzte sich Götz für die Belange der kleinen Pfarreien in der Provinz ein. Als Amtsinhaber der Pfarrei von Arrach befürwortete er, dass der Ort Falkenstein, der zu seiner Pfarrei gehörte, 1924 eine eigene Pfarrei bekam. Der Regensburger Bischof Antonius Henle erhob die Gemeinde zur Pfarrei.